# Episodi di Benched - Difesa d'ufficio
La prima ed unica stagione della serie televisiva Benched - Difesa d'ufficio è stata trasmessa sul canale statunitense USA Network dal 28 ottobre al 30 dicembre 2014.
In Italia è stata trasmessa dal 28 luglio al 12 agosto 2015 su Rai 3 in un ordine diverso dalla messa in onda originale.
| nº | Titolo originale                 | Titolo italiano                               | Prima TV USA     | Prima TV Italia |
| -- | -------------------------------- | --------------------------------------------- | ---------------- | --------------- |
| 1  | Pilot                            | Una nuova carriera                            | 28 ottobre 2014  | 28 luglio 2015  |
| 2  | Downsizing                       | Ridimensionamento                             | 4 novembre 2014  | 31 luglio 2015  |
| 3  | Hooked & Booked                  | Manette e arresto                             | 11 novembre 2014 | 3 agosto 2015   |
| 4  | Sell It                          | Spirito di competizione                       | 18 novembre 2014 | 30 luglio 2015  |
| 5  | Shark, Actually                  | Un vero squalo                                | 25 novembre 2014 | 4 agosto 2015   |
| 6  | Rights & Wrongs                  | Diritti e doveri                              | 2 dicembre 2014  | 29 luglio 2015  |
| 7  | Curry Favor                      | Piccoli favori                                | 9 dicembre 2014  | 12 agosto 2015  |
| 8  | Diamond Is a Girl's Worst Friend | I diamanti sono i migliori nemici delle donne | 16 dicembre 2014 | 5 agosto 2015   |
| 9  | A New Development                | Rivelazioni inaspettate                       | 23 dicembre 2014 | 6 agosto 2015   |
| 10 | Solitary Refinement              | Beata solitudine                              | 23 dicembre 2014 | 7 agosto 2015   |
| 11 | Campaign Contributions           | Lo sponsor della campagna elettorale          | 30 dicembre 2014 | 10 agosto 2015  |
| 12 | Brief Encounters                 | Incontri fugaci                               | 30 dicembre 2014 | 11 agosto 2015  |